# SP-319
A SP-319 é uma rodovia transversal do estado de São Paulo, administrada pelo Departamento de Estradas de Rodagem do Estado de São Paulo (DER-SP).

## Denominações
Recebe as seguintes denominações em seu trajeto:
Nome:	Thyrso Micali, Engenheiro, Rodovia
- De - até:	SP-310 - SP-333 (Taquaritinga)
- Legislação: LEI 6.365 DE 29/12/88

## Descrição
Principais pontos de passagem: SP 310 - SP 333 (Taquaritinga)

## Características

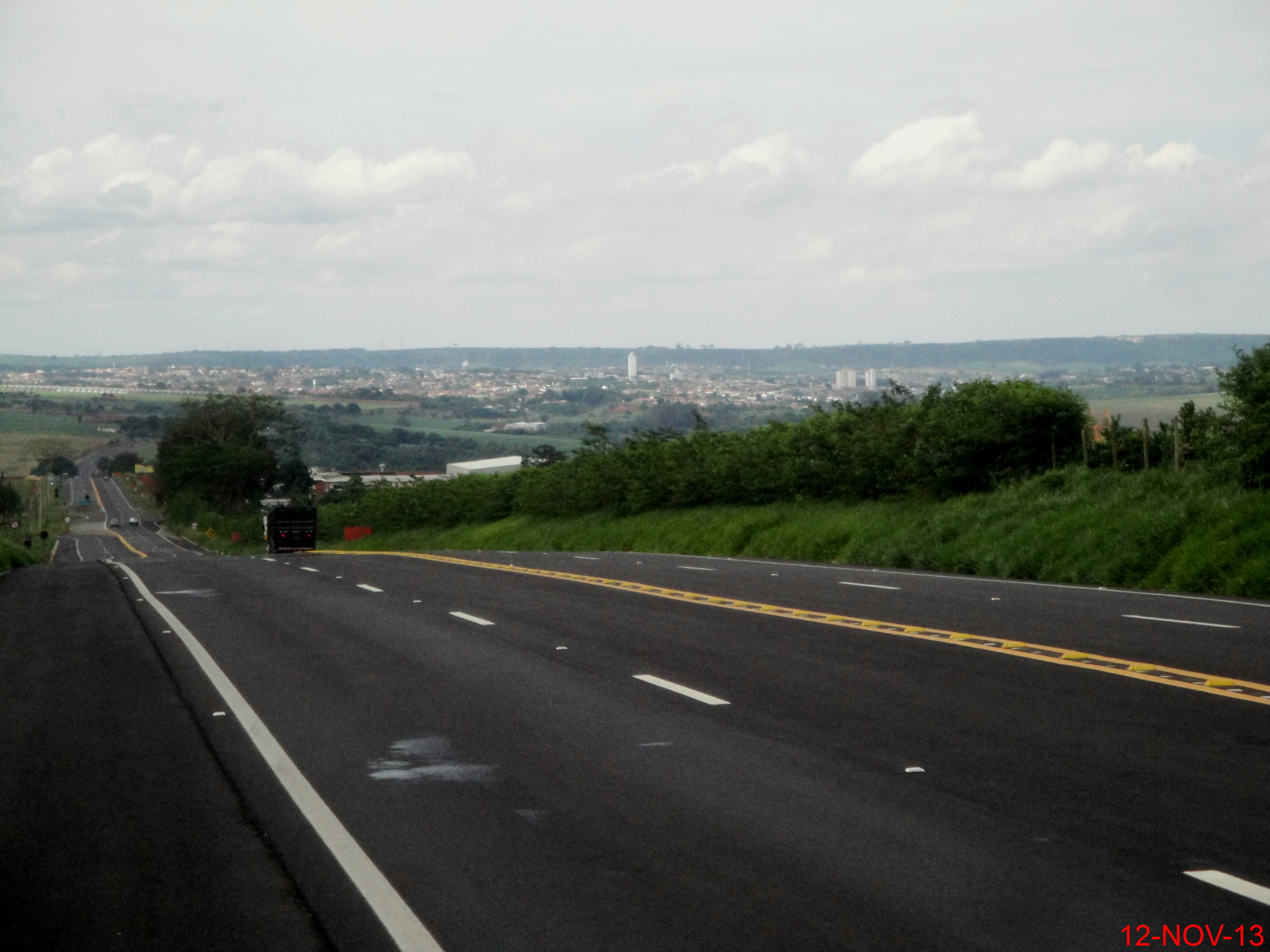
Trecho da SP-319 em Taquaritinga.

### Extensão
- Km Inicial: 0,000
- Km Final: 9,700

### Localidades atendidas
- Taquaritinga